# Aufruhr im Zauberwald
Aufruhr im Zauberwald ist ein jugoslawischer Zeichentrickfilm aus dem Jahr 1986, der auf dem gleichnamigen Roman von Sunčana Škrinjarić basiert.

## Handlung
Die Geschichte spielt im Wunderwald, einem Ort voller fröhlicher Tiere, beschützt von einer magischen Ulme, die angeblich jedem Schutz bietet, der darunter lauert. Eines Tages kommt der Maler namens Peter Palette in den Wald und schläft unter der Ulme ein. Als er aufwacht, entdeckt er, dass der Grottenolm ihm die Fähigkeit gegeben hat, mit Tieren zu kommunizieren, und dass er mit seinem Pinsel Zaubersprüche erschaffen kann. Bald trifft er auf einige Bewohner des Waldes, wie den Spitzzahnbiber, den Bären Bully Bär, den Fuchs Fi-Fi und die Igel Do, Re und Mi. Unterdessen ist der böse König Kaktus, der den Wald regiert, besorgt über die Ankunft des Malers, denn der Prophezeiung zufolge wird der Mann der Herrschaft des Kaktus ein Ende setzen und seinen Hofzauberer Distel schicken, um den Maler zu vernichten bringen. Nach mehreren gescheiterten Versuchen schließt sich Distel jedoch der Gruppe an, die den Maler bewacht. König Kaktus sieht, dass Distel ihn betrogen hat und beschließt, den gesamten Wald zu zerstören, wenn der Maler nicht kapituliert. Doch alle seine Versuche, den Wald zu zerstören, scheiterten am Zauberpinsel des Malers. Allerdings erfährt der Maler, dass seine Kräfte nur bis zum Sonnenaufgang anhalten. Später, im Gespräch mit den Tieren im Wald, kommt der Maler auf die Idee, dass der Königskaktus schlecht sei, weil er nie geblüht habe. Nach vielen Schwierigkeiten gelingt es Distel, einen Trank zu erschaffen, der dem Kaiser Wohlstand bringen würde. Der Gruppe gelingt es, in Kaktus’ Schloss einzubrechen und ihm einen Trank zu geben, aus dem der Kaiser tatsächlich aufblüht und gut wird, ebenso wie der gesamte Wald. Der Film endet damit, dass der Maler den Wald verlässt, während seine Waldfreunde ihn mit einem Lied begrüßen.

## Veröffentlichung
Der Film wurde am 19. Juni 1986 in Jugoslawien veröffentlicht, danach wurde der Film in mehreren anderen Ländern wie Frankreich, Ungarn, der Tschechoslowakei, Slowenien und der Sowjetunion gezeigt. Der Film kam am 22. November 1989 in Deutschland in die Kinos.
Im Jahr 1990 wurde auch eine Fortsetzung des Films mit dem Titel Čarobnjakov šešir („Der Hut des Zauberers“) veröffentlicht. In diesem Fortsetzungsfilm rettet Distel zusammen mit einigen Feen und einem im Vulkan lebenden Drachen ihren Wald vor dem Zorn des Eises Kaiser.